# どてら4号
どてら4号（どてらよんごう）は、日本の男性声優。主にアダルトゲームに出演している。

## 出演作品

### ゲーム

#### 2004年
- いじってプリンセス〜もう!またこんなところで〜（王様）
- 女子寮辱 〜良家美人姉妹おどり喰い〜（マニア）
- そらをみあげて想うこと（タチバナ）
- 僕と4人の女教師（高崎 薫）

#### 2005年
- Virgin SNOW 裏 〜雪降る丘であなたと〜（田中、黒服）
- 映研企画
- Angel's Feather -黒の残影-
- 鬼神楽（サトリ）
- でぼの巣箱（火嶽）
- まじかるカナン -RISEA-（戸野村）
- みにょっ!2 〜今度は社務所〜（アウチ）
- 夜刀姫斬鬼行

#### 2006年
- あおぞらマジカ!!（マイルズ）
- 萌・エ・ロ鬼ィちゃん

#### 2007年
- Alea -アレア- 紅き月を遙かに望み（東 司）
- 新世紀いじってプリンセス 〜もう! またそんなことまで〜（アル）
- 続・殺戮のジャンゴ -地獄の賞金首-
- はっぴぃプリンセス
- Figurehead
- 夜刀姫斬鬼行 -剣の巻-

#### 2008年
- ふるふる☆フルムーン（籐史郎）
- マジカライド（ヴィクター）

#### 2011年
- ヴァニタスの羊（エリファス・バトン）[1]
- Vermilion -Bind of Blood-（エルンスト・ゴドフリ、ウイリアム・ギャラハッド）

### アダルトアニメ

#### 2005年
- 黒愛 〜一夜妻館・淫口乱乳録〜（電話の声）